# Estación Guadaba
Guadaba (del mapudungún: Wadawe ‘calabazar’) fue una antigua estación ubicada en la comuna chilena  de Purén la Región de la Araucanía, que fue parte del ramal Los Sauces-Lebu. Actualmente la vía y la estación se encuentran levantadas.

## Historia
Con el inicio de la planificación y estudios de un ferrocarril que uniera al puerto de Lebu con la red central, varios estudios se realizaron entre 1894 a 1905, pero para 1915 la empresa "The Chilian Eastern Central Railway Company" estaba con problemas financieros y con el tramo entre estación Los Sauces y Guadaba listos; y tuvo que venderle su parte a la Compañía Carbonífera de Lebu, quien siguió los trabajos en 1923.
Debido a la tarea de atravesar la cordillera de Nahuelbuta, el ferrocarril entero entró en operaciones en 1939.
El 5 de octubre de 1970 la estación es suprimida y degradada a paradero. La estación cae en desuso con el cierre de la estación cerca de la década de 1980-1990.[cita requerida] Actualmente los rieles así como la estación ya no existen.

## Literatura complementaria
- Edina Neira, Medijio (1924). El Ferrocarril de Lebu a Los Sauces y su adquisición por el Estado. Imprenta El Globo. Consultado el 1 de marzo de 2020.
- Waghorn Pérez, Jorge (24 de agosto de 2015). «La caída de un gigante: el ferrocarril de Angol a Traiguén: 1888-1988». Andes del Sur 0 (3). ISSN 0719-1545. Consultado el 1 de marzo de 2020.